# Ceriagrion ignitum
Ceriagrion ignitum – gatunek ważki z rodziny łątkowatych (Coenagrionidae).